# コントロール・データ・コーポレーション
コントロール・データ・コーポレーション (CDC) は、アメリカ合衆国に存在したコンピュータ企業。商業用スーパーコンピュータのパイオニアでありシーモア・クレイのイニチアシブの下で1960年代を通じて最速のコンピュータを開発、当時のコンピュータメーカー大手9社の一角を占めた（他はIBM、バロース、DEC、NCR、GE、ハネウェル、RCA、UNIVAC）。しかし1970年代にはクレイが同社を離れてクレイ・リサーチ (CRI) を創業すると社運が衰勢となり、1997年までに全ての事業が売却・吸収合併されている。

## 背景と起源：第二次世界大戦から1957年まで
第二次世界大戦の間、アメリカ海軍はワシントンD.C.技術者を集めて日本軍とドイツ軍双方の機械式暗号作成器で作成された暗号を解読するマシンの開発に当たらせた。大戦が終わって軍事費削減が行われる中でチームを解散させた場合の機密漏洩を危惧したことから、ミネソタ州セントポールのチェース・エアクラフト社にチームごと引き受けることを要請する。終戦で軍との契約をほとんど失っていたチェース社にとってもこの申し出は渡りに船で、チームの前歴を一切問わずに軍用グライダー工場を拠点として雇用する。これにより Engineering Research Associates (ERA) が設立され、1950年代初頭まで一見して海軍とは無関係の様々なプロジェクトに従事した。そのうちの一つに世界初の商用プログラム内蔵方式コンピュータだった36ビットの ERA 1103 が挙げられるが、これも海軍が暗号解読センターで使うことを目的としていた。
その後1950年代初頭にアメリカ議会で海軍が実質的にERAを「所有」していることが問題となり、海軍はERAから出資を引き揚げ海軍に協力していた格好のチェース社も1952年にレミントンランド社へERAを売却してしまう。レミントンランド社はERAのチームを維持し新製品の開発を続けていた。同社が最も興味を抱いたのはERAの磁気ドラムメモリシステムである。レミントンランドは間もなくスペリーと合併しスペリーランドとなり、ERA部門はスペリーのUNIVAC部門に吸収された。当初ERAから来た人々は技術的才能を買われて様々なプロジェクトに参加したが、UNIVACからERAに任された UNIVAC II プロジェクトが炎上しスペリー社経営陣とチームとの間の関係が悪化する。
大企業の社風が合わないと感じたERAの技術者たちは辞職し、1957年にコントロール・データをミネアポリスに設立する。CDC設立メンバは満場一致でウィリアム・ノリスを最高経営責任者に選出した。また、シーモア・クレイはチーフデザイナーに選ばれたが、1103ベースの海軍戦術情報システム (NTDS) に関する仕事が続いていたためプロジェクトが完了するまでCDCに合流できなかった。

## 初期の設計：クレイの大計画
CDCは主に磁気ドラムメモリシステムなどのサブシステムを売ることから事業を開始した。クレイが翌年合流すると即座にトランジスタベースの6ビット小型マシン "Little Character" を開発した。これは、クレイが考えている大型のトランジスタベースマシンのアイデアに向けたテストでもあった。
Little Characterは成功を収め、1959年、彼らは1103を48ビット化したトランジスタ版である CDC 1604 をリリースした。CDC 1604の最初の完成品は1960年にアメリカ海軍に納入された。なお "1604" という番号は、以前にクレイが開発した "1103" にCDCの最初の所在地の番地 (501 Park Avenue) を足したものだという説がある。

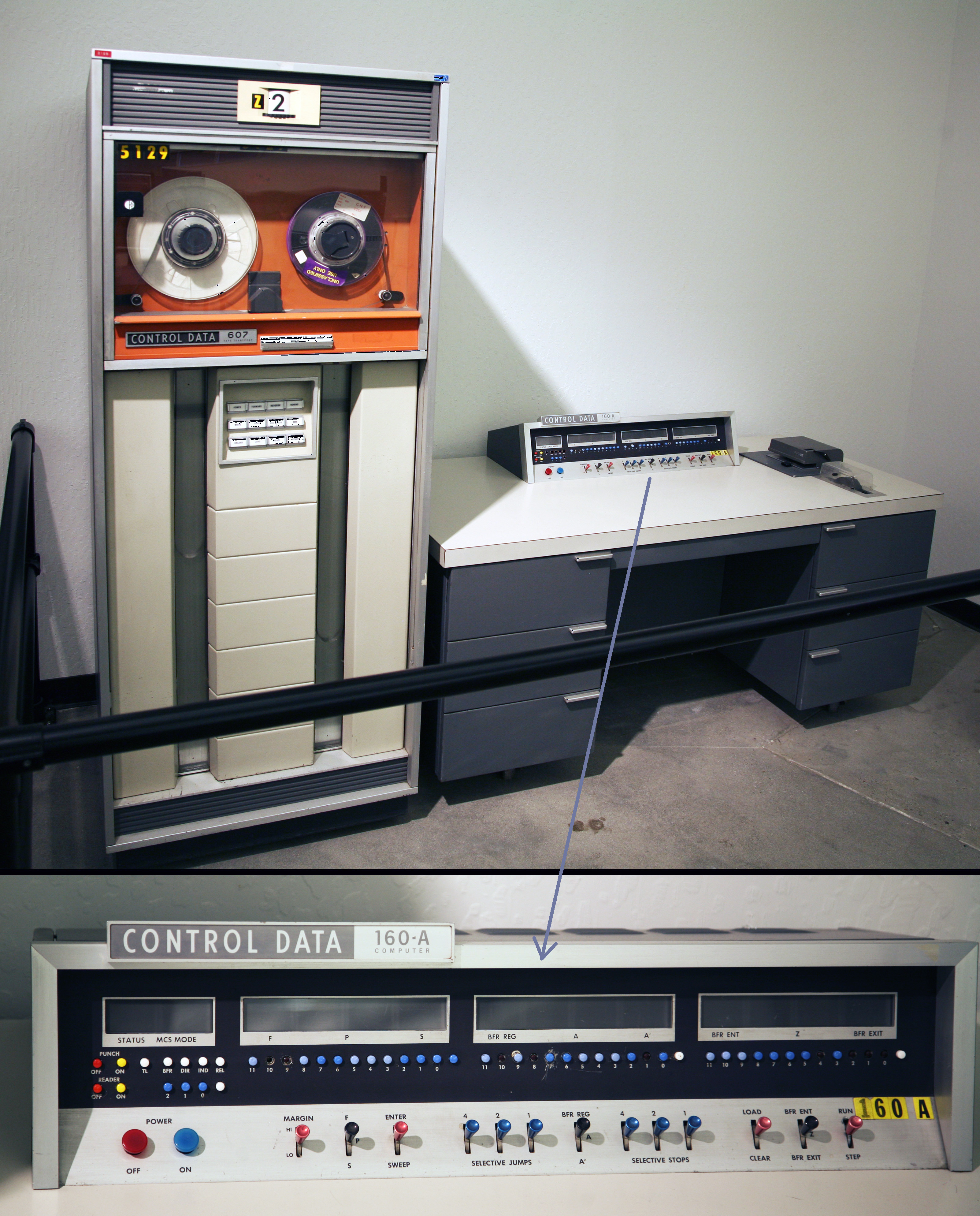
CDC 160-A

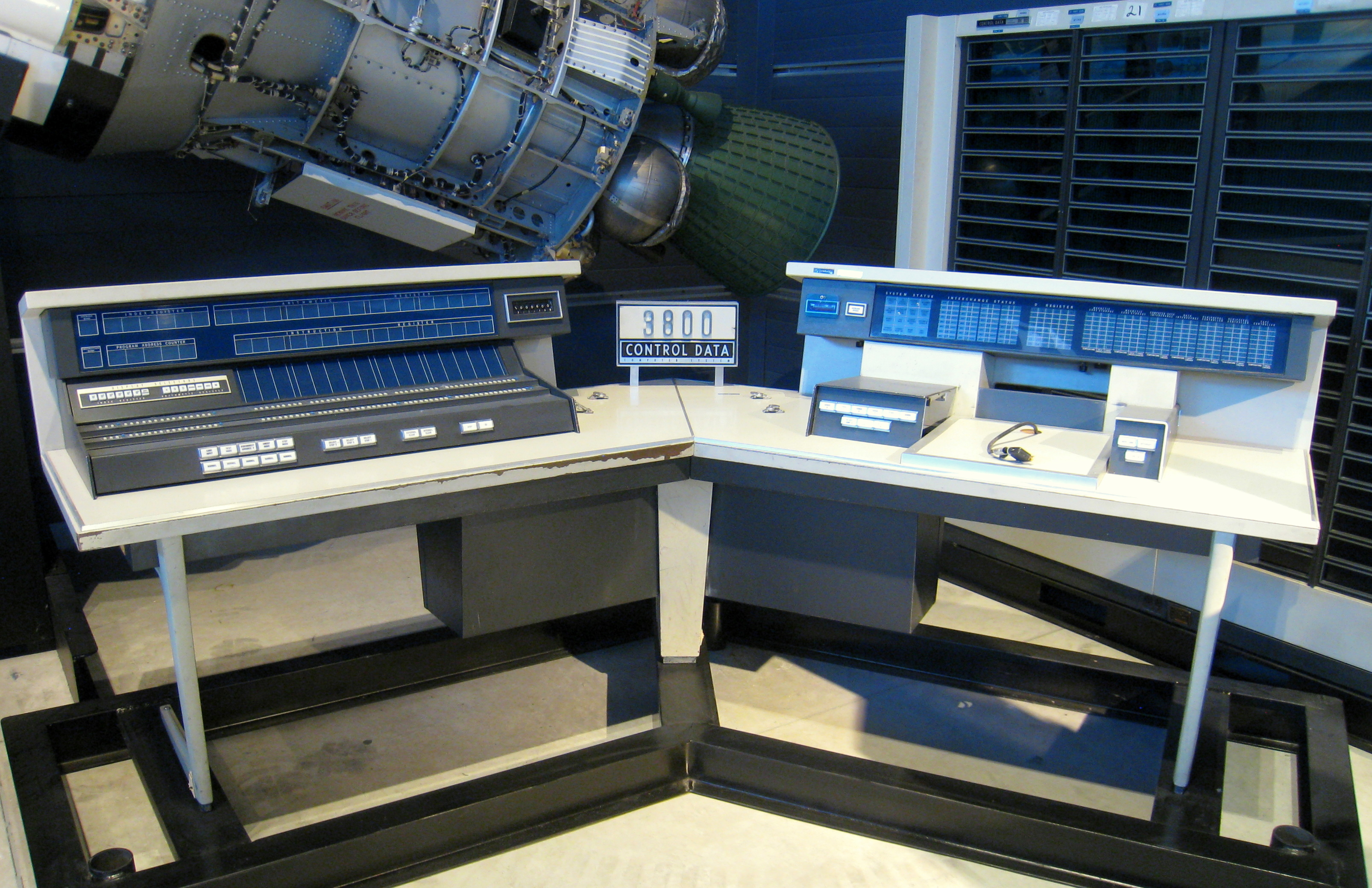
CDC 3000 シリーズの制御卓

12ビットにスケールダウンした CDC 160A も1960年にリリースされる。これが世界初のミニコンピュータとされることが多い。160A は標準的なオフィス用机の形状であり、当時としては珍しいデザインだった。また、1604アーキテクチャの新バージョン CDC 3000 シリーズは1960年代中盤まで販売されることになる。
クレイは世界最高性能のマシンの設計にとりかかった。その目標は1604の50倍の性能である。そのためには大胆な設計変更が要求され、プロジェクトには時間がかかった(実に四年間かかっている)。経営陣はプロジェクトの動向を気にしはじめ、監視の目が厳しくなってきたため、クレイは1962年に自らの研究所設立を申し出て、認められなければ辞職すると言い出した。ノリスはこれを承諾し、クレイはチームを引き連れて行った。ノリスを含めたCDCの経営陣は、招待されない限りクレイの研究所を訪問できないという約束がかわされている。

## 周辺機器事業
1960年代を通して、ノリスは IBM に対抗するには何か重大なものを開発する必要があると感じるようになっていった。そのため、彼は周辺機器企業を買収してラインナップをそろえるという大胆な作戦を開始した。彼らはIBMより10%価格を安く設定し、10%性能の良いものを提供することを試みた。これは常に簡単というわけではなかった。
最初の周辺機器の1つに磁気テープ装置がある。周辺機器部門はこの開発にあたって社内の他部門にコストを分担させようとしたため、ちょっとした議論が発生した。もし原価相当の価格で他部門に機器を供給すれば、周辺機器部門は利益を得る方法がないことになる。代わりに周辺機器部門は、周辺機器が売れた際の利益の一部を還元してもらうことで決着し、以後その方式が定着した。
その後、カードリーダ、カードパンチ、テープドライブ（ストリーマ）、ドラム式プリンターなど、全て自社設計のものが開発されていった。当初、プリンター事業はデトロイト近郊のホーリー・キャブレータが実際の生産を行っていたが、後に合弁会社を設立。さらにホーリーは保有株をCDCに売却し、プリンター部門としてCDCに編入された。
ノリスは IBM が支配するパンチカードに代わる入力手段を模索していた。彼は光学文字認識 (OCR) システムのパイオニアである Rainbow Engineering 社を買収することにした。そのアイデアは、オペレータが決まったフォントのタイプライターで普通に打ち込んだものを OCR で読み込むことでパンチカードを不要にするというものであった。タイプされたページ1枚にはパンチカード1枚より遥かに大量の情報が含まれる（パンチカードは基本的にタイプの1行ぶんの情報しかない）。従って、紙の節約にもなる。しかし、これは思ったよりも困難な転換だった。CDC は初期の OCR システムで重要な役割を演じたが、今日に至るまで OCR が主要なデータ入力手段になったことはない。Rainbow の工場は1976年に操業停止し、CDC もその事業を止めた。
OCR プロジェクトが思ったように進展せず、パンチカードがすぐには無くならないことが明らかになると、CDC はこれにすぐさま対応する必要に迫られた。パンチカード機器は製造し続けていたが、それらは原価が高かった。そこで、より安価で高速な機器を持っている Bridge Engineering 社を買収することになった。その工場では磁気テープ装置も製造するようになった。後に、その工場とプリンターの工場はスピンオフされ、NCRとの合弁会社 Computer Peripherals Inc (CPI) となった。これは開発を共通化することでコストを削減する意味があった。さらに後には ICL もこれに加わっている。さらに1982年、そこからプリンター工場がセントロニクスに売却された。
ノリスは、コンピュータを購入できない中小企業向けに計算サービスを提供するオフィスをあちこちに展開した。この事業はあまり利益を生まなかった。1965年ごろ、何人かの管理職が利益の出ていないオフィスを閉鎖することをノリスに提案した。しかし、ノリスはこのアイデアを気に入っていたため、その提案を受け入れず、代わりに全体的な倹約を指示した。

## CDC 6600：スーパーコンピュータの誕生

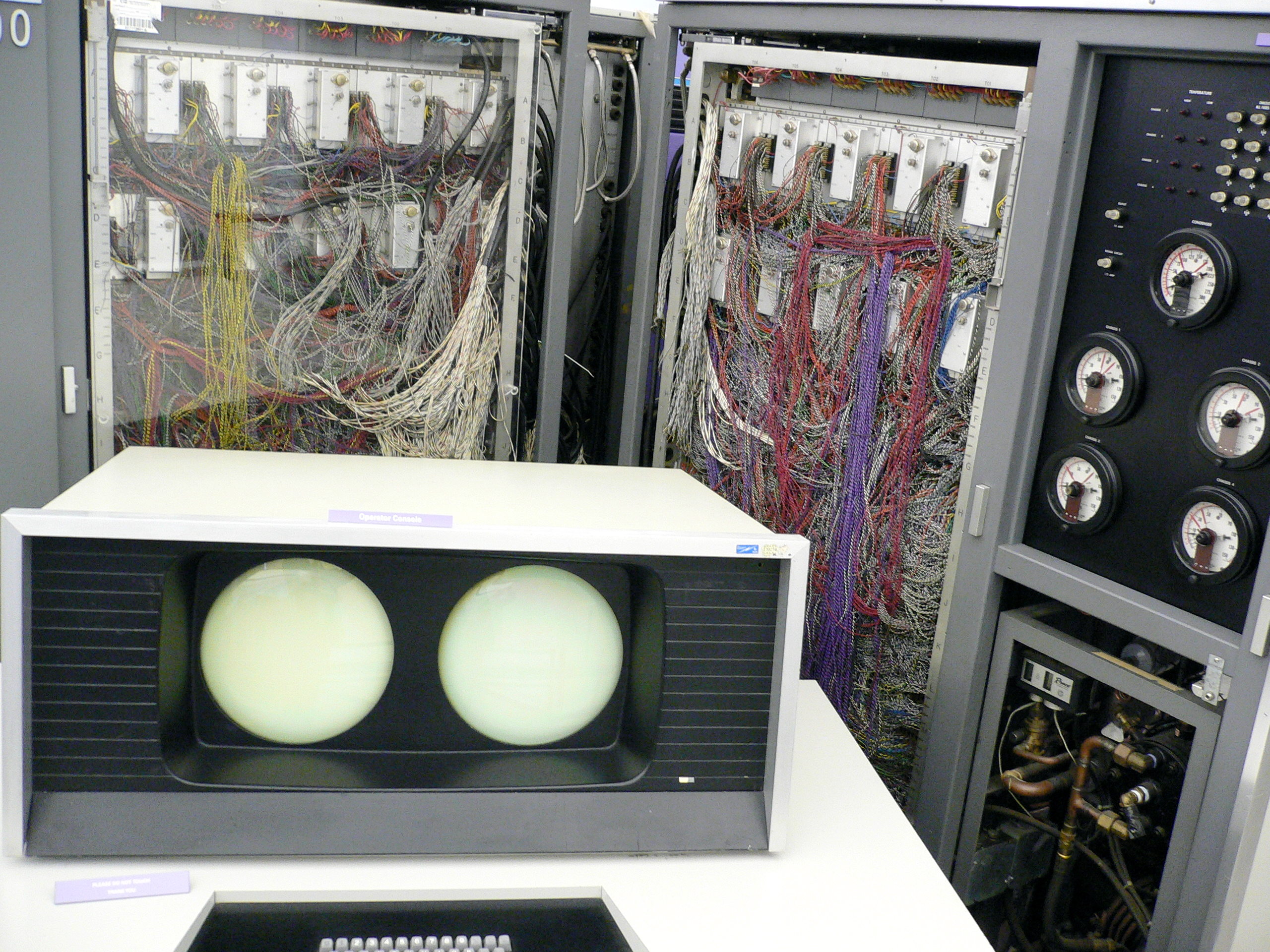
CDC 6600

一方、シーモア・クレイと34人の技術者は新しい研究所で設計を続行した。1964年、その成果は CDC 6600 としてリリースされ、市場に存在するあらゆるマシンと比較して10倍以上の性能を誇った。6600のCPUは複数の非同期な機能ユニットで構成され、10個のI/Oプロセッサが接続されていて多くの一般的なタスク負荷を受け持っていた。そのためCPUは穿孔カードやディスク入出力といったありふれた仕事をコントローラに任せて、データ処理に専念することができる。最新のコンパイラでは0.5MFLOPSの性能、アセンブラでコードを書くと約1MFLOPSの性能を記録した。これは時代を考えると驚異的な数字である。性能を落としたバージョン CDC 6400 と 2プロセッサバージョン 6500 もリリースされた。
6600向けに MNF (Minnesota Fortran) というFORTRANコンパイラが、ミネソタ大学で開発されている。
6600が出荷されると、IBMはこの新しい会社に注目した。トーマス・J・ワトソン・ジュニアは「この門番を入れても34人しかいない小さな会社が数千人を抱える我が社を打ち負かしたのはどうしたわけだ?」と言ったと伝えられている。これを耳にしたクレイは「その質問の中に答えがあるじゃないか」と言ったという。1965年、IBMは 6600 よりも高速なマシン ACS-1 の開発プロジェクトを開始した。200人がこのプロジェクトのために集められた。このプロジェクトは面白いアーキテクチャと技術を生み出したが、それはIBMのSystem/360とは互換性がなかった。System/360互換となるよう方向転換が図られたが、そのために性能が低くなり、プロジェクトは何も製品を生み出せないまま1969年に中止された。そのためこれに関わった多くの技術者がIBMを退職し、IBMの高性能コンピュータ部門から頭脳が失われた。
一方でIBMは先走って6600と同等性能のSystem/360シリーズの新バージョン Model 92 を発表した。このマシンは実在しなかったが、人々がそのリリースを待って6600の売り上げがストップするまで取り消さなかった（今日ではFUDと名づけられているマーケティング手法である）。ノリスはこの嘘を放っておかず、1年後にIBMを反トラスト法違反で訴えた。結局、CDCは8000万ドル相当のIBMの資産を手に入れた。その中でノリスは Service Bureau Corporation (SBC) に注目した。同社はコンピュータを所有して他の企業に計算能力を提供していた。これはノリスが進めていた計算サービス事業にうまくはまった。
6600設計の過程で、CDCは同システムに高速磁気ディスク装置システムを提供するSPINプロジェクトを実施した。当時磁気ディスクが磁気ドラムメモリに取って代わるかどうかは不明であり、ディスクも固定型とリムーバブル型のどちらがよいのか不明だった。そのためSPINプロジェクトではあらゆる選択肢を試し、最終的に28インチ固定ディスク型と14インチのパック型を生み出した。その後、SPINプロジェクトに端を発したハードディスク事業がCDCの主力となっていく。

## CDC 7600 と 8600
IBMに勝利したのと同じ月に、CDCは新たなマシン CDC 7600 を発表した。クロック周波数を6600の約4倍とし（10MHz⇒36MHz）、システム全体としても4倍以上のスループットを実現している。
性能向上の決め手は命令パイプラインの採用であり、CPU内の各部がそれぞれ次々に命令を処理していくことで同時に複数命令を処理可能としている。そのため、1命令の処理時間が同じであっても、全体としてスループットが向上し、プログラムの実行時間が短縮される。
7600が登場した1969年はアメリカ国内の景気後退期だったため、市場での反応は芳しくなかった。またあまりに複雑な設計だったため、信頼性に問題を生じた。6000シリーズとも完全な互換性がなく、OSはほとんど新たに作られ、しかも基本的な機能しか備えていなかった。7600プロジェクトは採算は何とかとれたが、CDCの評判を落とす結果となった。
クレイはCDC 8600にとりかかった。8600 は基本的には 7600 を 4台、より小さな筐体に入れたものである。サイズを縮小して信号経路を短くすることにより 8600 はさらに高いクロック周波数で動作でき、高速なメモリと組み合わせることで性能を向上させるはずだった。しかし、8600は従来からの製造方法をとった。つまり部品を基板に半田付けしていた。半田付け箇所があまりに多かったため、一箇所が接触不良になっていてもマシンは動かず、結果として一度もちゃんと動作しなかった。クレイは設計のやり直しが必要だと決断した。

## STAR と Cyber
8600の再設計に加えて、CDCはSTARと呼ばれるプロジェクトを抱えていた。STARは6600/6700でクレイと共に働いたジム・ソーントンが主導していた。STARのデザインは現在ではベクタープロセッサと呼ばれている手法を使ったもので、数値演算のみを非常に長いパイプラインで処理するというものである。これにより数値演算は極めて高速化されるが、それ以外は7600よりずっと遅かった。実際CDCの顧客が求めているのは数値演算の高速性であったため、それは大きな問題とはみなされなかった。STARのベクタは64ビット幅で65,536の長さを持っていた。
1960年代終盤、CDCはこのふたつのプロジェクトを同時進行させるほどの資金力はなかった。ノリスはクレイと話し合い、クレイは1972年にクレイ・リサーチを設立する。ノリスはその後もクレイを援助し続けた。8600は1974年に中止され、STARは同年 Cyber 203 としてリリースされた。ところがSTARは実際のユーザプログラムではまったく性能を出せなかった。ジム・ソーントンはCDCを辞め、Network Systems Corporation を創業することになる。
CDCは6600/7600アーキテクチャを基本としてパッケージし直して CDC Cyber シリーズとして販売していく。これがCDCの1970年代の主製品であった。CyberシリーズにはSTARの焼き直し版 Cyber 205 も投入され、こちらはオリジナルとは違ってそれなりに高性能であった。しかし、そのころクレイはCray-1のようなSTARの手法も取り入れたマシンを出しており、極めて計算性能が高かった。
CDCのリリースした Cyber 200/205 は特定分野ではクレイ社と互角に戦える性能だった。CDCは顧客の様々なプロジェクトに参加しており、軍のプロジェクト black project にも参加している。その成果の1つとして、CDC Advanced Flexible Processor (AFP) またの名を Cyberplus がある。
もう1つの設計の方向性として "Cyber 80" プロジェクトがある。これは6600のプログラムを実行できるがアーキテクチャは全く新たな64ビットである。1980年のリリースを目指していた。これは6000シリーズのユーザーの買い替えを期待したものだった。プロジェクトは遅延し、最終的には別の名でリリースされた。

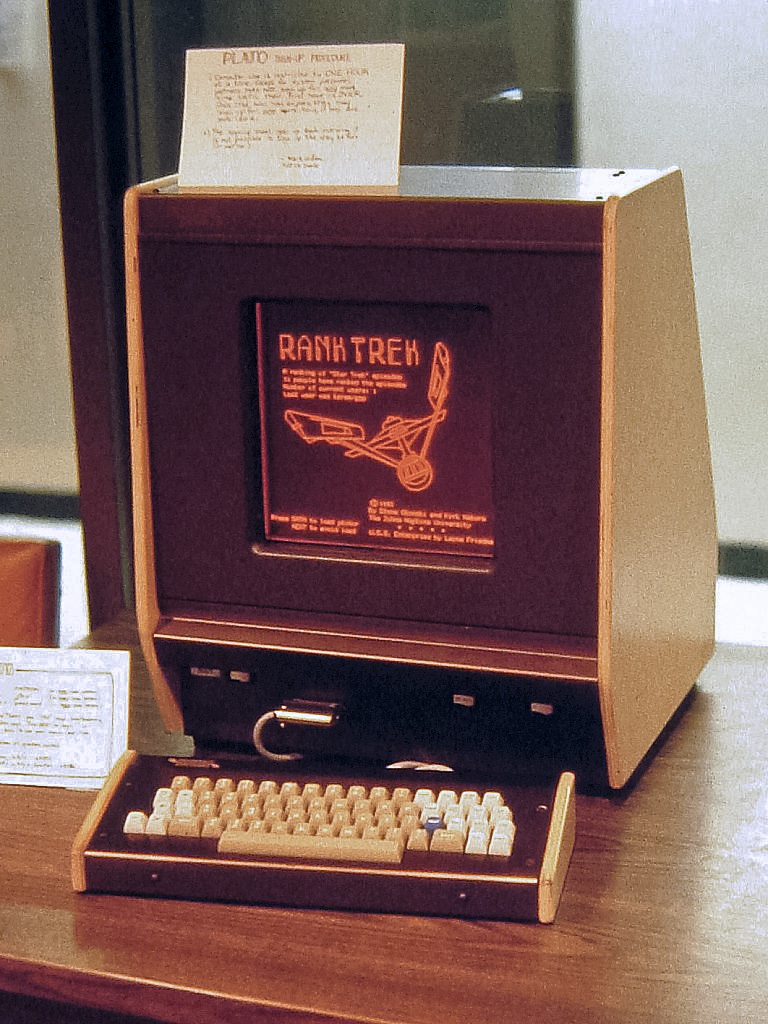
PLATO端末 (1981)

また、ハードウェア依存からサービス中心の事業形態への転換を図った。例えば、コンピュータを使用した学習システム PLATO の開発がある。Cyberシステム上で動作し、ビットマップ方式のタッチスクリーンを備えた端末など最新のユーザインタフェースを採用していた。

## ETAシステムズ、ハードディスク、そして忘却のかなたへ
CDCは再び性能に挑戦しようとしていた。しかしノリスはCDCがすばやくよい設計を作り出すには組織として硬直化しすぎていると考えていた。そこで彼は新たなスピンオフ会社ETAシステムズを1983年に設立した。ETAの設計目標は10GFLOPS、Cray-1の40倍の性能である。ETAは目標を達成することはできなかったが、一時的に世界最高性能の栄冠を手にし、翌年には若干の売り上げもあった。CDCはETAを売ることで損失を補填することも検討したが、1989年ほとんどの従業員を解雇し、残った従業員はCDCで再雇用した。
一方、日本のNECや富士通といった大企業がその市場に参入し始めていた。スーパーコンピュータ市場はそれほど大きくはない。CDCは他の市場を捜し求めた。見つけたのは高性能ハードディスク市場である。1980年代中ごろ、パーソナルコンピュータにハードディスクが搭載されはじめており、有望な市場であった。1970年代から1980年代初めにかけて、CDCは14インチディスクドライブの市場ではOEMなどでトップの座を占めていた。シュガートアソシエイツが切り拓いた8インチディスクドライブ市場にもいち早く進出。特に高性能ハードディスクで大きな地位を占めるようになった。しかし、新企業の参入により大容量化・高性能化が急速に進み、CDCはそれに遅れをとるようになっていく。コンパックやウェスタン・デジタルと共にATA規格を開発したのもCDCである。
奇妙なことに1988年にCDCはハードディスク部門をスピンオフさせ、Imprimis という会社にした。翌年、ハイエンド市場への足がかりを求めていたシーゲイト・テクノロジーがImprimisを買収。CDCのコンピュータ部門はコントロール・データ・システムズと改称、BTグループの傘下に入り、BTのグローバルサービス部門に吸収された。
CDCの中でもエネルギー管理部門は最も成功しており、世界の発電所の25%で管理ソリューションを提供していた。1988年か1989年、これを Empros として独立させ、後にシーメンスに売却した。
CDCのサービス事業は1992年にスピンオフされ、Ceridian となった。同社は人事関係などのITアウトソース企業として成功している。Ceridian は1997年、CDC時代に政府関係のシステムを開発していた部門をジェネラル・ダイナミクスに売却した。

### シティグループとの関係
シティグループは1998年、シティコープとトラベラーズ・グループが合併して誕生した。トラベラーズ・グループはサンフォード・ワイルが1986年にCDCの子会社 Commercial Credit を買収し、それを中核として築いたものである。Comercial Credit は元々独立した企業だったが、1968年に敵対的買収をされそうになり、CDCが資金を提供して買収に対抗したという経緯があった。

## 映画やテレビドラマでの登場
- 『地球爆破作戦』(1970): 冒頭に磁気テープ装置など初期のCDCの装置が出てくる。
- 『600万ドルの男』のパイロット版 (1973): OSIの研究所のコンピュータに "Control Data" というロゴがある。
- 『おかしなおかしな大泥棒』(1973): ライアン・オニールがCDCをクビになった主人公を演じている。
- 『トロン』(1982): フリンとローラがエンコム社に侵入するシーンに登場する計算機室で CDC 7600 が背景に映っている。これはローレンス・リバモア国立研究所で撮影された。
- 『ダイ・ハード』(1988): 計算機室に CDC Cyber 180 数台の実物と ETA-10 のモックアップが映っており、これらは全て CDC Demonstration Services/Benchmark Lab から提供されたものであった。撮影直前に別のメーカーにキャンセルされ、短期間で貸し出しが決まった。なお、マシンは返却後テストされ通常通り売られた。
- 『ゼイリブ』(1988): 主人公がサングラスを初めてかけたとき、CDC の広告を見ると、そこには "OBEY"（服従せよ）という文字が見えた。